# Harry Dexter White
Harry Dexter White, född 9 oktober 1892 i Boston, Massachusetts, död 16 augusti 1948 i Fitzwilliam, New Hampshire, var en amerikansk nationalekonom och senior U.S. Treasury department official. White var, tillsammans med Storbritanniens representant John Maynard Keynes en av arkitekterna bakom Bretton Woods-systemet och skapandet av IMF och Världsbanken. 
White anklagades vid ett flertal tillfällen för att ha agerat som sovjetisk spion under och efter andra världskriget. Uppgifterna tillbakavisades av vissa ryska högt uppsatta underrättelsepersoner, som ansåg att White inte behövde värvas som formell agent då han agerade av egen övertygelse med gagn för Sovjetunionen, bland annat genom att verka för kriget mellan Japan och USA. Uppgifterna från Venonaprojektet, avlyssnad sovjetisk spionage-telextrafik, som kom fram 1950 efter dekryptering av NSA, avslöjade Whites närmare samarbete med den sovjetiska underrättelsetjänsten. White påvisades också vara inblandad i att Sovjetunionen fick sedelplåtar för obegränsad tryckning av ockupationsvaluta i Tyskland efter kriget, vilket bidrog till Berlinkrisen 1948.